# Hochzeitsreise (Modiano)

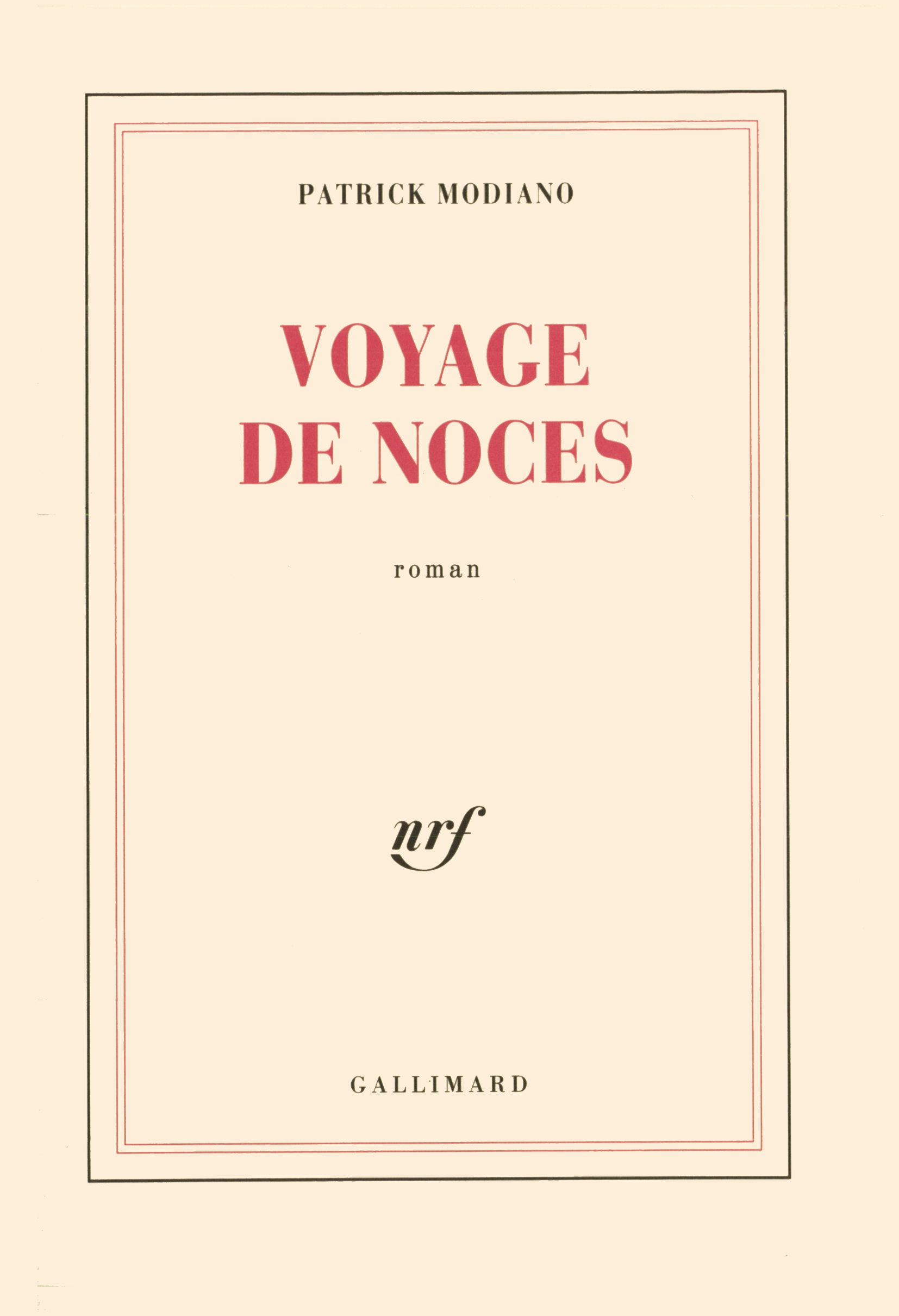
Buchcover im Original

Hochzeitsreise (Originaltitel: Voyage de noces) ist ein Roman des französischen Schriftstellers Patrick Modiano. Er erschien im Jahr 1990 in der Programmreihe Collection Blanche der Éditions Gallimard. Die Übersetzung ins Deutsche stammt von Andrea Spingler und erschien im Jahr 1991 im Suhrkamp Verlag.

## Inhalt
Es sind zwei sich ineinander verschränkende Geschichten, die in diesem Roman erzählt werden. Jean B., der Erzähler, ist an einem Punkt in seinem Leben angekommen, wo er sich fragt, ob er dieses Leben, das er geführt hat, weiter führen will. Eigentlich hätte er eine weitere Forschungsreise nach Brasilien antreten sollen, aber immer mehr zweifelt er am Sinn dieser Reisen, auf denen er und ein paar Kollegen vermeintlich „unberührtes Land“ erkunden, nur um später darüber in der Pariser Salle Pleyel oder in Provinzkinos ihre Dokumentarfilme vorzuführen. Das ist die berufliche Seite der Krise, in der er sich befindet; obendrein hat seine Frau Annette einen Liebhaber, es ist einer seiner Kollegen. Jean hat sich entschlossen, den gebuchten Flug nach Rio de Janeiro nicht anzutreten. Stattdessen fliegt er, ohne Frau oder Kollegen zu informieren, nach Mailand – hin ... und kehrtwendend zurück nach Paris. Dort taucht er unter in einem Hotel am Stadtrand und geht – in seinen Gedanken, in Notizen, schließlich in einem Buch, das er schreiben will – einer anderen Geschichte nach. Es ist die Lebensgeschichte von Ingrid Teyrsen, und auch diese Geschichte hat mit Mailand zu tun.
Bei einem früheren, inzwischen lange zurückliegenden Aufenthalt in Mailand hatte der Erzähler an einer Hotelbar zufällig mitbekommen, dass sich ein Gast des Hotels, eine gewisse Ingrid Teyrsen aus Paris, dort zwei Tage zuvor das Leben genommen hatte. Jean B. kannte diese Frau – zweimal war er ihr begegnet. Das erste Mal war es an der Côte d’Azur gewesen, Mitte der 1960er Jahre. Ingrid verbrachte dort Ferien mit ihrem Ehemann, „Rigaud“, dessen Vornamen der Erzähler nie erfahren hat. Jean war zuvor gerade „alles Geld gestohlen worden, das [er] noch hatte“, und so war er froh, dass er eine Nacht in dem von Rigaud und Ingrid gemieteten Haus verbringen konnte und sie ihn auch noch mit Geld für die Rückfahrt nach Paris versorgten. Es war, dachte Jean, „als kennten wir uns schon seit langem“. Ein zweites Mal begegnet er Ingrid noch, etwa drei Jahre später, als sie sich zufällig in Paris über den Weg laufen. Da hat sie sich von Rigaud bereits getrennt. Sie verbringen einen Abend gemeinsam, an dem Ingrid ihm „von dieser ganzen Zeit“ erzählt, die begann als sie eines Abends im November 1941 nicht rechtzeitig vor Beginn der Ausgangssperre zu ihrem Vater zurückkehrt war, bei dem sie lebte. Die langen Abschnitte des Romans über die Zeit, die Ingrid und Rigaud erst noch im Winter in Paris, dann im Frühling 1942, auf ihrer „Hochzeitsreise“, in Juan-les-Pins verbringen – sie stellen sich jetzt dar als Jeans Niederschrift von Ingrids Erzählungen an jenem Abend.

## Hintergrund

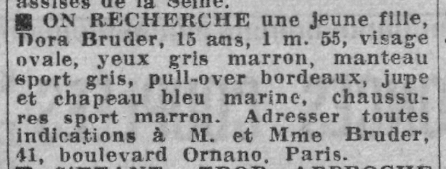
Suchanzeige in Paris-Soir vom 31. Dezember 1941

Bei ihrer zweiten Begegnung, im Paris des Jahres 1968, gibt Ingrid Jean auch die Anzeige, die ihr Vater im Winter 1941 in einer Zeitung aufgegeben hatte, nachdem er vergeblich in der gemeinsamen Hotelwohnung auf sie gewartet hatte. Der Erzähler zitiert den gesamten Text dieser Suchanzeige, und es ist – bis auf die Änderung des Namens und einige minimale Abweichungen – ein identischer Text wie der, den Ernest und Cécile Bruder am 31. Dezember 1941 tatsächlich im Paris-Soir aufgegeben hatten: „Gesucht wird ein junges Mädchen, Dora Bruder ...“. – In seinem 1997 erschienenen Buch Dora Bruder schildert Patrick Modiano, wie es zunächst zum Roman, zu Hochzeitsreise, kam:

„Nachdem ich im Dezember 1988 die Suchanzeige für Dora Bruder im Paris-Soir vom Dezember 1941 gelesen hatte, habe ich monatelang nicht aufgehört, daran zu denken. [...] Ich hatte den Eindruck, daß es mir nie gelingen würde, auch nur die kleinste Spur von Dora Bruder wiederzufinden. Und so hat mich der Mangel, den ich verspürte, dazu getrieben, einen Roman zu schreiben, Hochzeitsreise, ein Mittel wie so viele andere, um meine Aufmerksamkeit weiterhin auf Dora Bruder zu konzentrieren, und vielleicht, sagte ich mir, um irgend etwas von ihr aufzuklären, zu erraten, einen Ort, an dem sie sich aufgehalten hatte, ein Detail aus ihrem Leben. [...] Heute wird mir klar, daß ich zweihundert Seiten schreiben mußte, um unbewußt einen vagen Schimmer der Wirklichkeit zu erhaschen. [Es folgt ein Zitat aus Hochzeitsreise, in dem sich im verschneiten Paris des Winters 1941 Ingrid und Rigaud eben dort aufhalten, wo das Pensionat lag, ...] aus dem Dora an einem Dezemberabend weglaufen sollte, als vielleicht gerade Schnee auf Paris gefallen war. Das war der einzige Augenblick des Buches, in dem ich ihr, ohne es zu wissen, räumlich und zeitlich nahe gekommen war.“

## Ausgaben
- Voyages de noces. (Französische Erstausgabe.) Éditions Gallimard, Paris 1990, ISBN 2-07-071980-4.
- Hochzeitsreise. (Deutsche Erstausgabe, aus dem Französischen von Andrea Spingler.) Suhrkamp Verlag, Frankfurt am Main 1991, ISBN 3-518-40348-6.
- Hochzeitsreise. (Aus dem Französischen von Andrea Spingler.) Suhrkamp Verlag, Berlin 2014, suhrkamp taschenbuch 4621, ISBN 978-3-518-46621-6.